# Marcin Cieński
Marcin Cieński (* 1976 in Krakau) ist ein polnischer Maler.

## Leben und Werk
Marcin Cieński absolvierte 2001 sein Studium an der Akademie der bildenden Künste in Krakau, Polen (polnisch: Akademia Sztuk Pięknych im. Jana Matejki w Krakowie).
Seine gegenständlich-realistischen Gemälde haben oft eine düstere, bedrohliche und mysteriöse Aura. Dies merkt der Betrachter allein schon an den dargestellten Bildmotiven. Ob desillusioniert wirkende Menschen im winterlichen Park oder morbide Totenkopfskulpturen; Cieńskis narrative Gemälde sind oft geprägt von bedrohlicher Einsamkeit und einem vanitativen Bildcharakter. In seinen intimen Interieurszenen, die dem Betrachter eine voyeuristische Rolle zukommen lassen, können sich seine Protagonisten und Objekte in der Bildkomposition meist nur bruchstückhaft durch punktuelle Lichtquellen von ihrer dunklen Umgebung abheben. Dabei bedient er sich der gezielten dramaturgischen Wirkung von Licht und Schatten, was stark an das in der Renaissance verwendete Chiaroscuro erinnert.
Obgleich seiner modernen Motivdarstellungen und Malweise, geprägt von einem aussagekräftigen Pinselductus und kontrastreichen, glänzenden Farben, kann man Cieńskis Werken aufgrund des filigran anmutenden Farbauftrags und caravaggioesker Bildelemente, eine altmeisterlich wirkende Komponente nicht ganz absprechen.
Marcin Cieński lebt und arbeitet in Warschau, Polen.

## Einzelausstellungen (Auswahl)
- 2008: Testing, FRED [London] Ltd, London, GB
- 2009: Bad Air, Gallery Geukens&DeVil, Antwerp, BE
- 2010: Pensjonat, Galerie Römerapotheke, Zürich, CH
- 2011: Chronik Insomnia, Marianne Friis Gallery, Kopenhagen, DK
- 2012: Galerie Jochen Hempel, Leipzig

## Gruppenausstellungen (Auswahl)
- 2007: Salon Nouveau, Engholm Engelhorn Galerie, Wien, AT
- 2009: Ein Bild ist ein Bild, Galerie Alexander Ochs, Berlin
- 2009: Bad Moon Rising 4, Galerie Sans Titre, Brüssel, BE